# Мото Гран-Прі Нідерландів
Мо́то Гран-Прі Нідерла́ндів — етап змагань Чемпіонату світу із шосейно-кільцевих мотогонок серії MotoGP. Проводиться на трасі Ассен біля однойменного міста в Нідерландах. Гран-Прі Нідерландів — етап, який відбувся найбільше разів за всю історію MotoGP. До сезону 2016 гонка відбувалась у суботу через давню протестантську традицію. 

## Історія

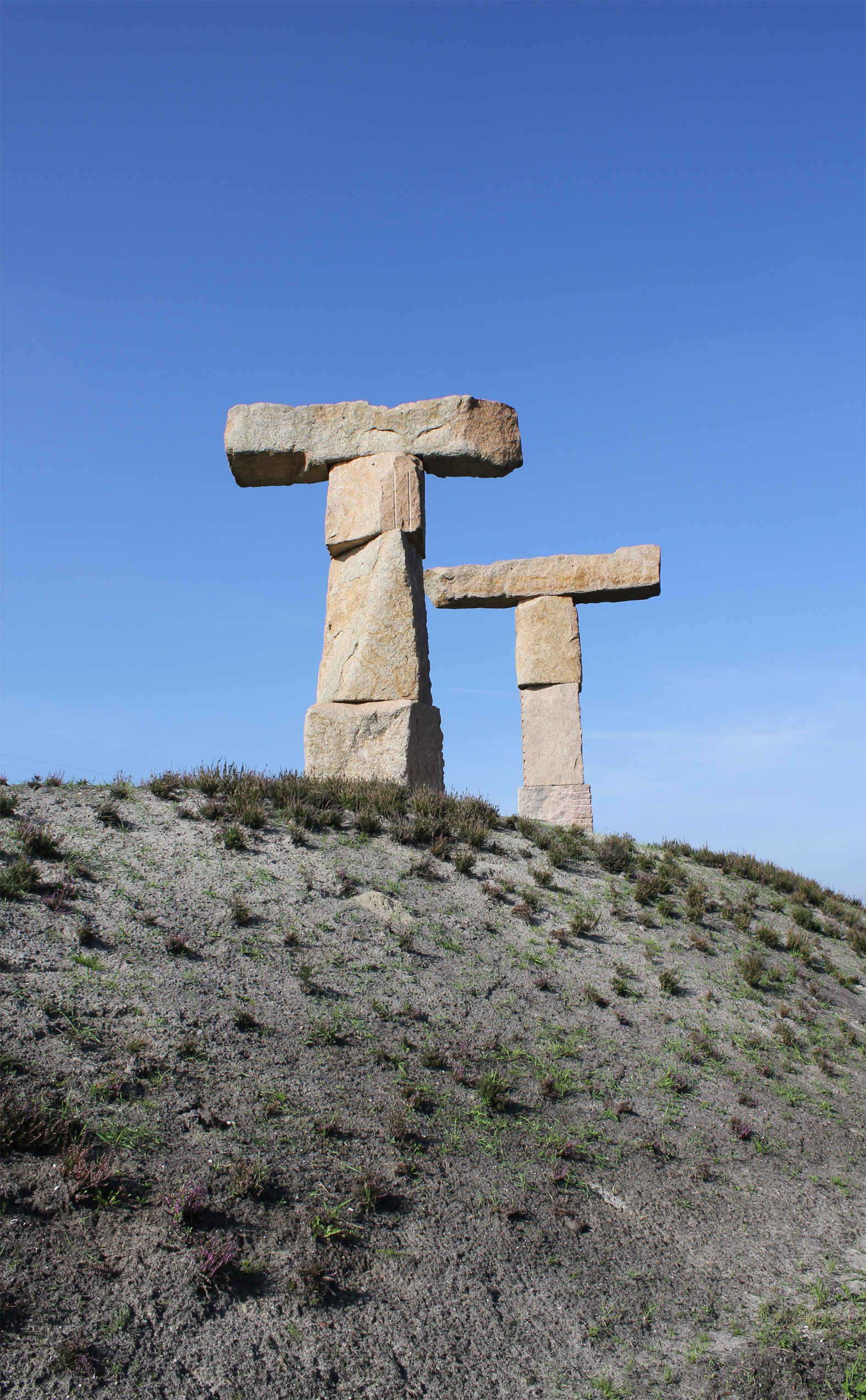
ТТ Ассен

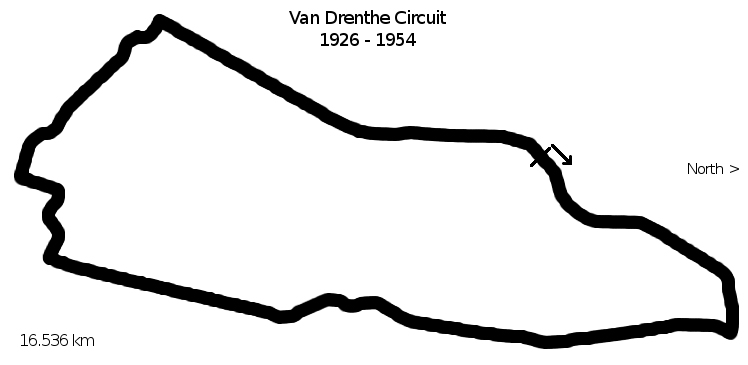
Траса Ван Дренте, на якій проводилось Гран-Прі Нідерландів у 1926-1954 роках

Перше Гран-Прі Нідерландів відбулось у 1925 році, відтоді змагання проводились тут щороку з перервою у 1940-1945 роках (в зв'язку з Другою світовою війною). У 1949 році змагання увійшли до складу першого чемпіонату світу серії Гран-Прі. Відтоді гонки в Ассені не залишали календар чемпіонату, зробивши Гран-Прі Нідерландів єдиним етапом в історії MotoGP, який проводився щороку.
Оригінальна конфігурація траси, довжиною 16,54 км, використовувалась до 1954 року — Гран-Прі Нідерландів сезону 1955 відбулось вже на скороченому до 7,7 км треку. У 1984 році споруда зазнала чергової модифікації, внаслідок якої довжина кола була зменшена до 6,1 км. У 2006 році відбулись останні на сьогоднішній день зміни конфігурації траси, внаслідок яких вона знову зменшилась — до 4,5 км.

## Переможці етапу
| Сезон | Moto3                       | Moto2                        | MotoGP                   | Звіт |
| ----- | --------------------------- | ---------------------------- | ------------------------ | ---- |
| 2016  | Франческо Багная (Mahindra) | Такаакі Накагамі (Kalex)     | Джек Міллер (Honda)      | Звіт |
| 2015  | Мігел Олівейра (KTM)        | Йоан Зарко (Kalex)           | Валентіно Россі (Yamaha) | Звіт |
| 2014  | Алекс Маркес (Honda)        | Ентоні Вест (Speed Up)       | Марк Маркес (Honda)      | Звіт |
| 2013  | Луї Салом (KTM)             | Пол Еспаргаро (Kalex)        | Валентіно Россі (Yamaha) | Звіт |
| 2012  | Маверік Віньялес (Honda)    | Марк Маркес (Suter)          | Кейсі Стоунер (Honda)    | Звіт |
| Сезон | 125cc                       | Moto2                        | MotoGP                   | Звіт |
| 2011  | Маверік Віньялес (Aprilia)  | Марк Маркес (Suter)          | Бен Спіс (Yamaha)        | Звіт |
| 2010  | Марк Маркес (Derbi)         | Андреа Янноне (Speed Up)     | Хорхе Лоренсо (Yamaha)   | Звіт |
| Сезон | 125cc                       | 250cc                        | MotoGP                   | Звіт |
| 2009  | Серхіо Гадеа (Aprilia)      | Хіросі Аояма (Honda)         | Валентіно Россі (Yamaha) | Звіт |
| 2008  | Габор Талмаші (Aprilia)     | Альваро Баутіста (Aprilia)   | Кейсі Стоунер (Ducati)   | Звіт |
| 2007  | Матіа Пасіні (Aprilia)      | Хорхе Лоренсо (Aprilia)      | Валентіно Россі (Yamaha) | Звіт |
| 2006  | Міка Калліо (KTM)           | Хорхе Лоренсо (Aprilia)      | Нікі Хейден (Honda)      | Звіт |
| 2005  | Габор Талмаші (KTM)         | Себастьян Порто (Aprilia)    | Валентіно Россі (Yamaha) | Звіт |
| 2004  | Хорхе Лоренсо (Derbi)       | Себастьян Порто (Aprilia)    | Валентіно Россі (Yamaha) | Звіт |
| 2003  | Стів Єнкнер (Aprilia)       | Ентоні Вест (Aprilia)        | Сете Жібернау (Honda)    | Звіт |
| 2002  | Дані Педроса (Honda)        | Марко Меландрі (Aprilia)     | Валентіно Россі (Honda)  | Звіт |
| Сезон | 125cc                       | 250cc                        | 500cc                    | Звіт |
| 2001  | Тоні Еліас (Honda)          | Джеремі Маквільямс (Aprilia) | Макс Б'яджі (Yamaha)     | Звіт |
| 2000  | Йоічі Уї (Derbi)            | Тору Укава (Honda)           | Алекс Баррос (Honda)     | Звіт |
| 1999  | Масао Азума (Honda)         | Лоріс Капіроссі (Honda)      | Тадаюкі Окада (Honda)    | Звіт |
| 1998  | Марко Меландрі (Honda)      | Валентіно Россі (Aprilia)    | Мік Дуейн (Honda)        | Звіт |
| 1997  | Валентіно Россі (Aprilia)   | Тетсуя Харада (Aprilia)      | Мік Дуейн (Honda)        | Звіт |
| 1996  | Еміліо Альзамора (Honda)    | Ральф Вальдман (Honda)       | Мік Дуейн (Honda)        | Звіт |
| 1995  | Дірк Родіс (Honda)          | Макс Б'яджі (Aprilia)        | Мік Дуейн (Honda)        | Звіт |
| 1994  | Такеші Тсуїмура (Honda)     | Макс Б'яджі (Aprilia)        | Мік Дуейн (Honda)        | Звіт |
| 1993  | Дірк Родіс (Honda)          | Лоріс Капіроссі (Honda)      | Кевін Швантс (Suzuki)    | Звіт |
| 1992  | Езіо Джіанола (Honda)       | Пьєрфранческо Чілі (Aprilia) | Алекс Крівіль (Honda)    | Звіт |
| 1991  | Ральф Вальдман (Honda)      | Пьєрфранческо Чілі (Aprilia) | Кевін Швантс (Suzuki)    | Звіт |
| 1990  | Доріано Ромбоні (Honda)     | Джон Кочінські (Yamaha)      | Кевін Швантс (Suzuki)    | Звіт |

## Рекорди траси
| Показник          | Сезон  | Гонщик           | Мотоцикл | Час      | Швидкість    |
| MotoGP            | MotoGP | MotoGP           | MotoGP   | MotoGP   | MotoGP       |
| ----------------- | ------ | ---------------- | -------- | -------- | ------------ |
| Швидке коло       | 2015   | Валентіно Россі  | Yamaha   | 1'32,627 | 176,5 км/год |
| Рекорд кола       | 2015   | Марк Маркес      | Honda    | 1'33,617 | 174,6 км/год |
| Найкращий поул    | 2015   | Валентіно Россі  | Yamaha   | 1'32,627 | 176,5 км/год |
| Найвища швидкість | 2015   | Андреа Янноне    | Ducati   |          | 319,8 км/год |
| Moto2             |        |                  |          |          |              |
| Швидке коло       | 2015   | Йоан Зарко       | Kalex    | 1'36,346 | 169,7 км/год |
| Рекорд кола       | 2015   | Естів Рабат      | Kalex    | 1'37,449 | 167,7 км/год |
| Найкращий поул    | 2015   | Йоан Зарко       | Kalex    | 1'36,346 | 169,7 км/год |
| Найвища швидкість | 2013   | Марсель Шрьоттер | Kalex    |          | 261,3 км/год |
| Moto3             |        |                  |          |          |              |
| Швидке коло       | 2015   | Енеа Бастіаніні  | Honda    | 1'41,283 | 161,4 км/год |
| Рекорд кола       | 2015   | Хорхе Наварро    | Honda    | 1'42,135 | 160,0 км/год |
| Найкращий поул    | 2015   | Енеа Бастіаніні  | Honda    | 1'41,283 | 161,4 км/год |
| Найвища швидкість | 2015   | Хірокі Оно       | Honda    |          | 222,2 км/год |

- Примітка. Результати наведені станом на 30.06.2015р.[4]

## Цікаві факти
- Мото Гран-Прі Нідерландів — єдиний етап у календарі MotoGP, гонка на якому відбувається у суботу (а не в неділю). Це пов'язано із старою протестантською традицією голландців, яка забороняє жителям будь-які активні дії в неділю, окрім відвідування церкви.[5]
- Гонка класу 500cc сезону 1950 стала найдовшою в історії MotoGP на той час — вона складалась із 18 кіл довжиною 16,54 км кожне, а її загальна довжина становила 298 км. Її переможцем став Умберто Мазетті на мотоциклі Gilera з часом 2 год. 43 хв. та 2 сек.[6]